# Благово (Монтанская область)
Благово (болг. Благово) — село в Болгарии. Находится в Монтанской области, входит в общину Монтана. Население составляет 685 человек.

## Политическая ситуация
В местном кметстве Благово, в состав которого входит Благово, должность кмета (старосты) исполняет Лучезар Иванов Асенов (Граждане за европейское развитие Болгарии (ГЕРБ)) по результатам выборов.
Кмет (мэр) общины Монтана — Златко Софрониев Живков (независимый) по результатам выборов.